# Guillaume Marquet
Guillaume Marquet est un acteur français né le 8 novembre 1979 à Paris.

## Biographie

### Formation
Après des études littéraires au lycée Victor-Duruy à Paris et formé dans un premier temps au Studio-théâtre d’Asnières-sur-Seine par Jean-Louis Martin-Barbaz et Hervé van der Meulen, Guillaume Marquet entre, en 2001, au Conservatoire National Supérieur d’Art Dramatique de Paris (Professeurs d’interprétation : Philippe Adrien, Joël Jouanneau et Daniel Mesguich). Sorti en 2004, il partage dès lors son temps entre le théâtre, la musique, la télévision, le cinéma et la radio.
En 2011, il a reçu le Molière du « Jeune talent » (Molière de la révélation théâtrale masculine) pour son rôle de Rédillon dans Le Dindon de Georges Feydeau, mise en scène Philippe Adrien.

### Récompense
En 2011, il a reçu le Molière du « Jeune talent » (Molière de la révélation théâtrale masculine) pour son rôle de Rédillon dans Le Dindon de Georges Feydeau, mise en scène Philippe Adrien.

### Actualités
En 2024-2025, Guillaume Marquet participera à plusieurs projets théâtraux, télévisuels et cinématographiques.
A l'automne 2024, celui-ci effectuera les premières dates de la re-création du spectacle Noces rebelles (adaptation théâtrale du roman de Richard Yates, Revolutionnary Road), dans une mise en scène de Nathalie Sandoz ; et pendant la saison 2024-2025, il continuera la tournée de Gretel, Hansel et les autres d'Igor Mendjisky, spectacle jeune public créé dans le IN au cours du Festival d'Avignon 2022.
Côté télévision, on retrouvera Guillaume Marquet dans la nouvelle série tournée Canal +, intitulée Sud Est Babylone et réalisée par Danielle Arbid mais également dans un docu-fiction signé Hugues Nancy, sur le Massacre de la Saint-Barthélemy, intitulé Tuer au nom de Dieu.
Mais Guillaume Marquet n'oublie pas ses projets personnels ! Celui-ci a d'abord signé l'adaptation du spectacle Emile fait le spectacle aux côtés de Nathalie Sandoz dont la création aura lieu eu printemps 2025 au Théâtre du Passage (Neuchâtel) et au Théâtre du Jeu de Paume (Aix-en-Provence). Puis celui-ci partira en tournée.
Ensuite, Guillaume Marquet portera sur la scène du Théâtre la Flèche à Paris la nouvelle version de sa pièce sur Johnny Hallyday, Je ne suis pas Johnny, du vendredi 10 octobre 2025 au vendredi 12 décembre 2025.
Parallèlement à cela, il continue à travailler ses deux futurs projets : Jets and Sharks, sepectacle musical qui retrace la création de West Side Story, et Elle et Lui, pièce sur le couple écrite spécialement pour Ophélia Kolb.
Enfin, Guillaume Marquet travaille à l'écriture d'un scénario de série pour la télévision et de long-métrage pour le cinéma.

## Théâtre
- 2004 : Yvonne, princesse de Bourgogne de Witold Gombrowicz, mise en scène Philippe Adrien. Théâtre de la Tempête - Cyrille
- 2005 : La Jalousie du barbouillé de Molière et Une belle journée de Noëlle Renaude, mise en scène Robert Cantarella. Théâtre Dijon-Bourgogne (C.D.N.) & Tournée
- 2005 : Dormez, je le veux ! de Georges Feydeau, mise en scène Florence Giorgetti. Théâtre Dijon-Bourgogne (C.D.N.) & Tournée - Boriquet
- 2005 : Suite 2 de Philippe Minyana, mise en scène Philippe Minyana. Théâtre Dijon-Bourgogne (C.D.N.) & Tournée
- 2006 : L'Avare de Molière, mise en scène Alain Gautré. Théâtre de la Tempête & Tournée
- 2007 : Meurtres de la princesse juive d'Armando Llamas, mise en scène Philippe Adrien. Théâtre de la Tempête & Tournée
- 2007 : Van Gogh à Londres de Nicholas Wright, adaptation Jean-Marie Besset, mise en scène Hélène Vincent. Théâtre de l'Atelier - Vincent van Gogh
- 2008 : Les Trente Millions de Gladiator d'Eugène Labiche et Philippe Gille, mise en scène Hervé Van Der Meulen. Théâtre de l'Ouest parisien et Festival de Cormatin - Eusèbe Potasse
- 2008 : Supplément au voyage de Cook de Jean Giraudoux, mise en scène Patrick Simon. Festival de Cormatin et Studio-théâtre d’Asnières sur Seine - Vaïtourou
- 2008 : Un jeu d'enfants de Martin Walser, mise en scène Julie Timmerman. Théâtre de l'Épée de Bois - Asti
- 2009 : Lorenzaccio d'Alfred de Musset, mise en scène Jean-Louis Martin-Barbaz. Théâtre de l'Ouest parisien & Festival de Cormatin - Pierre Strozzi
- 2009 : L'Île des esclaves de Marivaux, mise en scène Chantal Deruaz. Festival de Cormatin et Studio-théâtre d'Asnières - Arlequin
- 2009 : Words Are Watching You, Création collective d'après George Orwell, mise en scène Julie Timmerman. Théâtre de l'Épée de Bois
- 2010 : Ivanov d'Anton Tchekhov, mise en scène Philippe Adrien. Théâtre de la Tempête & Tournée - Le Docteur Lvov
- 2010 : Le Dindon de Georges Feydeau, mise en scène Philippe Adrien. Théâtre de la Tempête - Rédillon
- 2011 : Trois folles journées ou la Trilogie de Beaumarchais d'après Beaumarchais, mise en scène Sophie Lecarpentier. Théâtre de l'Ouest parisien & Tournée – Léon, le notaire, Chérubin et Brid'oison
- 2011 : L'Épreuve et Les Acteurs de bonne foi de Marivaux, mise en scène Robert Bouvier et Agathe Alexis. Théâtre du Passage (Neuchâtel) - Arlequin (L'épreuve) et Eraste (Les Acteurs de bonne foi)
- 2011 : Le Dindon de Georges Feydeau, mise en scène Philippe Adrien. Reprise au Théâtre de la Tempête - Rédillon
- 2011 : L'Épreuve et Les Acteurs de bonne foi de Marivaux, mise en scène Robert Bouvier et Agathe Alexis. Théâtre de l'Atalante (Paris) & Tournée - Arlequin (L'épreuve) et Eraste (Les Acteurs de bonne foi)
- 2012 : Le Dindon de Georges Feydeau, mise en scène Philippe Adrien. Tournée - Rédillon
- 2012 : Bug ! de Jean-Louis Bauer et Philippe Adrien, mise en scène Philippe Adrien. Théâtre de la Tempête - Chimpanzé
- 2013 : Le Dindon de Georges Feydeau, mise en scène Philippe Adrien. Théâtre de la Porte-Saint-Martin - Rédillon
- 2013 : Divina de Jean Robert-Charrier, mise en scène Nicolas Briançon. Théâtre des Variétés - Jean-Louis
- 2014 : L'affaire de la rue de Lourcine d'Eugène Labiche, mise en scène Yann Dacosta. Théâtre de l'Ouest parisien & Tournée - Mistingue
- 2015 : Le moche de Marius von Mayenburg, mise en scène Nathalie Sandoz. Théâtre du Passage (Neuchâtel) - Lette (Le moche)
- 2015 : Une place particulière d'Olivier Augrond, mise en scène Olivier Augrond. Le Monfort (Paris) - Guillaume
- 2016 : Le dernier baiser de Mozart d'Alain Teulié, mise en scène Raphaëlle Cambray. Théâtre Actuel (Avignon - Festival Off 2016) et Petit Montparnasse (Paris) - Franz-Xaver Süssmayer
- 2017 : Amphitryon de Molière, mise en scène Stéphanie Tesson. Grande Écurie (Mois "Molière" 2017) et Festival d'Anjou et Théâtre de Poche Montparnasse (Paris) - Mercure
- 2017 : La Baye de Philippe Adrien, mise en scène Clément Poirée. Théâtre de la Tempête - Jean-Jean
- 2018 : Amphitryon de Molière, mise en scène Stéphanie Tesson. Tournée - Mercure
- 2019 : Les gens m'appellent... de Guillaume Marquet, mise en scène Guillaume Marquet. Théâtre Actuel (Avignon - Festival Off 2019) - Seul en scène avec 4 musiciens
- 2021 : Kvetch de Steven Berkoff, mise en scène Robert Bouvier. Théâtre du Passage (Neuchâtel) et Rideau de Bruxelles (Bruxelles) - Frank
- 2022 : Trois hommes dans un bateau de Jerome K. Jerome, mise en scène Nathalie Sandoz. La Virgule (Tourcoing) - Harris William Samuel
- 2022 : Huis clos de Jean-Paul Sartre, mise en scène Jean-Louis Benoît. Théâtre de l'Atelier - Garcin
- 2022 - 2024 : Cheeseboy (The Tragical Life Of Cheeseboy) de Finegan Kruckemeyer, mise en scène Nathalie Sandoz - Tournée en France et en Suisse - Mister Brown
- 2022 - 2023 : Les couleurs de l'air, écriture et mise en scène Igor Mendjisky. Théâtre des Bouffes du Nord & Théâtre des Célestins (Lyon) & Tournée
- 2023 - 2025 : Gretel, Hansel et les autres (d'après Hansel et Gretel des Frères Grimm), écriture et mise en scène Igor Mendjisky - Tournée en France et en Suisse - Hansel
- 2024 : Noces rebelles d'après Revolutionary Road de Richard Yates (auteur), mise en scène Nathalie Sandoz / Adaptation scénique Nathalie Sandoz - Tournée en Suisse - Frank
- 2025 : Emile fait le spectacle d'après l'œuvre de Vincent Cuvellier et Ronan Badel, mise en scène Nathalie Sandoz / Adaptation scénique Guillaume Marquet et Nathalie Sandoz - Théâtre du Passage (Neuchâtel) & Théâtre du Jeu de Paume (Aix-en-Provence) & Tournée - Emile
- 2025 : Je ne suis pas Johnny de Guillaume Marquet, mise en scène Guillaume Marquet et Nathalie Sandoz - Théâtre La Flèche (Paris) & Théâtre de Colombier (Colombier (Neuchâtel)) - Seul en scène

## Musique
- 2008 : Les Sacrifiées - Opéra de Thierry Pécou sur un livret de Laurent Gaudé , mise en scène Christian Gangneron. Maison de la Musique de Nanterre & Tournée
- 2008 : Pierre et le Loup - Conte musical de Sergueï Prokofiev , mise en scène Christian Gangneron. Opéra de Reims - Récitant
- 2009 : Pierre et le Loup - Conte musical de Sergueï Prokofiev , mise en scène Christian Gangneron. Tournée - Récitant
- 2011 : Pierre et le Loup - Conte musical de Sergueï Prokofiev , mise en scène Christian Gangneron. Manège de Reims - Récitant
- 2012 : Zazie dans le métro - Conte musical de Matteo Franceschini sur un livret de Michel Beretti (d'après l'œuvre de Raymond Queneau) , mise en scène Christian Gangneron / Orchestre national d'Île-de-France. Théâtre du Châtelet (Paris) & Scène Watteau (Nogent-sur-Marne) - Jeanne Lalochère, Trouscaillon, Fédor Balanovitch, Charles, Turandot et Laverdure et Marceline (Marcel)
- 2012 : Die sieben letzten Worte unseres Erlösers am Kreuze (Les Sept Dernières Paroles du Christ en croix) - Suite musicale de Joseph Haydn avec le Quatuor Chiaroscuro. Port-Royal des Champs (Abbaye) - Récitant
- 2013 : Zazie dans le métro - Conte musical de Matteo Franceschini sur un livret de Michel Beretti (d'après l'œuvre de Raymond Queneau) , mise en scène Christian Gangneron. Théâtre Koreja (Lecce - Italie)
- 2015 : Emile - Conte musical de Marc-Olivier Dupin d'après l'œuvre de Vincent Cuvellier et Ronan Badel / Orchestre national d'Île-de-France. Maison de l'Orchestre National d'Ile-de-France (Alfortville) et Philharmonie de Paris (Philharmonie 2) - Récitant
- 2015 : Zazie dans le métro - Conte musical de Matteo Franceschini sur un livret de Michel Beretti (d'après l'œuvre de Raymond Queneau) , mise en scène Christian Gangneron. Opéra de Reims et Tournée
- 2016 : Emile - Conte musical de Marc-Olivier Dupin d'après l'œuvre de Vincent Cuvellier et Ronan Badel / Orchestre national d'Île-de-France. Philharmonie de Paris (Philharmonie 1) - Récitant
- 2019 : L'Oiseau de feu - Conte musical d'Igor Stravinsky , mise en scène Sybille Wilson / Orchestre National des Pays de la Loire. Le Quai (C.D.N. Angers Pays de la Loire) et  Cité des Congrès de Nantes - Récitant
- 2022 : Emile - Conte musical de Marc-Olivier Dupin d'après l'œuvre de Vincent Cuvellier et Ronan Badel / Orchestre national d'Île-de-France. Philharmonie de Paris (Philharmonie 1) et tournée à Maisons-Alfort, Villeparisis, Bobigny et Meaux - Récitant
- 2022 : Peter Pan - Conte musical d'Olivier Penard / Orchestre National des Pays de la Loire. Tournée au Centre de congrès Jean-Monnier d'Angers, Cité des Congrès de Nantes, Pornichet, Les Herbiers, Saumur. - Récitant
- 2023 : La Légende des siècles - Mélodrame musical de Marc-Olivier Dupin d'après l'œuvre de Victor Hugo / Orchestre de la Garde républicaine. Cathédrale Saint-Louis-des-Invalides - Récitant
- 2023 : L'Histoire du soldat - Mimodrame d'Igor Stravinsky et Charles-Ferdinand Ramuz / Festival des Arcs (50ème édition) - Récitant
- 2023 : Conte fantastique - Œuvre musicale d'André Caplet d'après la nouvelle Le Masque de la mort rouge d'Edgar Allan Poe / Festival des Arcs (50ème édition) - Récitant
- 2024 : Les incroyables aventures de Mister Fogg - Conte musical de Marco Marzi / Orchestre National des Pays de la Loire. Tournée à la Cité des Congrès de Nantes, Saint-Gilles-Croix-de-Vie, Saumur, Les Sables-d'Olonne. - Récitant
- 2025 : Emile - Conte musical de Marc-Olivier Dupin d'après l'œuvre de Vincent Cuvellier et Ronan Badel / Orchestre national de Lille. Nouveau Siècle de Lille - Récitant
- 2025 : Emile fait la musique - Conte musical de Marc-Olivier Dupin d'après l'œuvre de Vincent Cuvellier et Ronan Badel / Orchestre national d'Île-de-France. Philharmonie de Paris (Philharmonie 1) et tournée à Maisons-Alfort, Villeparisis, Villejuif et Le Perreux-sur-Marne - Récitant

## Filmographie

### Cinéma

#### Longs métrages
- 2009 : Le Dernier Vol de Karim Dridi - Capitaine Vincent Brosseau
- 2009 : Crime d'amour d'Alain Corneau - Daniel Cimareau (Pré-nomination César du meilleur espoir masculin 2011)
- 2011 : La Mer à boire de Jacques Maillot - Louis Vendeuil
- 2016 : Éperdument de Pierre Godeau - Alain Vargas (Contrôleur général des services pénitentiaires)
- 2018 : Un peuple et son roi de Pierre Schoeller - Le Président Mounier
- 2018 : Deux moi de Cédric Klapisch - Le Docteur Solal
- 2019 : Boîte noire de Yann Gozlan - Antoine Balsan
- 2022 : Les Rascals de Jimmy Laporal-Trésor
- 2022 : Chœur de rockers d'Ida Techer et Luc Bricault - Stéphane Veyrat
- 2023 : Vivants d'Alix Delaporte - Simon

#### Courts métrages
- 2009 : Jouer avec le feu de Florian Desmoulins
- 2011 : Balle molle de Frédéric Chaudier

### Télévision
- 2010 : Commissaire Magellan (Série télévisée) de Claire de la Rochefoucauld (Saison 2 - Épisode Théâtre de sang) - Zacharie Houdin
- 2010 : Chez Maupassant (Série télévisée) d'Olivier Schatzky (Saison 3 - Épisode Yvette) - Chevalier Valréali
- 2010 : Mort d'un président (Téléfilm) de Pierre Aknine - Antoine Donche
- 2011 : Goldman (Téléfilm) de Christophe Blanc - Gérard Quinet
- 2011 : Rapace (Téléfilm) de Claire Devers - Richard
- 2012 : Les Revenants (Série télévisée) de Fabrice Gobert et Frédéric Mermoud (Saison 1) - Alcide
- 2012 : Crime d'état (Téléfilm) de Pierre Aknine - Docteur Deponge
- 2012 : Alias Caracalla (Téléfilm) d'Alain Tasma - Colonel Passy (André Dewavrin)
- 2013 : 3 x Manon (Série télévisée) de Jean-Xavier de Lestrade - Maître Béranger
- 2013 : Vogue la vie (Téléfilm) de Claire de la Rochefoucauld - Adjoint aux Sports
- 2013 : Ce soir je vais tuer l'assassin de mon fils (Téléfilm) de Pierre Aknine - Docteur Arguel
- 2014 : L'héritière (Téléfilm) d'Alain Tasma - François Bernier
- 2014 : Travelingue (Téléfilm) de Gérard Jourd'hui (D'après le roman de Marcel Aymé) - Pierre Lenoir
- 2014 : La Loi, le combat d'une femme pour toutes les femmes (Téléfilm) de Christian Faure - Jean-Paul Davin
- 2014 : Caïn (Série télévisée) de Bertrand Arthuys (Saison 3 - Épisode Rumeurs) - Pierre Villon
- 2015 : Les Revenants (Série télévisée) de Fabrice Gobert et Frédéric Goupil (Saison 2) - Alcide
- 2015 : Malaterra (Série télévisée) de Jean-Xavier de Lestrade et Laurent Herbiet (Saison 1) - Père Clément Costil
- 2015 : Dame de glace (Téléfilm) de Camille Bordes-Resnais et Alexis Lecaye - Juge Candelier
- 2016 : Les Hommes de l'ombre (Série télévisée) de Fred Garson et Laurent Herbiet (Saison 3) - Martin Palissy
- 2016 : Glacé (Série télévisée) de Laurent Herbiet (Saison 1) - Francis Imbert
- 2016 : La Bête curieuse (Téléfilm) de Laurent Perreau - Ruiz
- 2016 : Deux flics sur les docks (Série télévisée) d'Edwin Baily (Épisode Justices) - Walter Leroy
- 2017 : Parnasse (Web-série) de Florian Beaume - Ernest Pinard
- 2017 : Cherif (Série télévisée) de Chris Briant (Saison 5 - Épisode Week-end mortel) - Alexis Magneux
- 2018 : L'Art du crime (Série télévisée) de Chris Briant (Saison 2 - Épisode Une ombre au tableau) - Frédéric Roussel
- 2018 : Jeux d'influence (Série télévisée) de Jean-Xavier de Lestrade (Saison 1) - Christophe Maillard
- 2018 : Alex Hugo (Série télévisée) de Thierry Petit (Saison 5 - Épisode Mémoire morte) - Grégory Laskelec
- 2018 : Alice Nevers (Série télévisée) d'Elsa Bennett et Hippolyte Dard (Saison 16 - Épisode Enfant 3.0) - Laurent Vatinel
- 2019 : Profilage (Série télévisée) de Chris Briant (Saison 10 - Épisodes "Double jeu") - Jérémie Rudowski
- 2019 : Laëtitia (Série télévisée) de Jean-Xavier de Lestrade - Loïc Nallet
- 2019 : Les espions du Général (docu-fiction) de Richard Puech - Colonel Passy (André Dewavrin)
- 2020 : Dix pour cent (Série télévisée) de Marc Fitoussi et Antoine Garceau (Saison 4) - Stanislas Poulenc
- 2020 : Comme un coup de tonnerre dans un ciel sans nuage (Téléfilm) de Catherine Klein - Paul Balert (Le Maire)
- 2020 : Le Code (Série télévisée) de Jean-Christophe Delpias (Saison 1) - Romain Masseau
- 2021 : Balthazar (Série télévisée) de Franck Brett (Saison 4 - Épisodes Puzzle) - Julio Diaz
- 2021 : L'Histoire secrète de la Résistance (docu-fiction) de Caroline Benarrosh - Colonel Rémy (Gilbert Renault)
- 2021 : Ce que Pauline ne vous dit pas (Série télévisée) de Rodolphe Tissot - Romain Borel
- 2021 : Jeux d'influence (Série télévisée) de Jean-Xavier de Lestrade (Saison 2) - Christophe Maillard
- 2021 : Candice Renoir (Série télévisée) de Raphaël Lenglet (Saison 10) - Thomas Sénéchal
- 2022 : La traque (docu-fiction) de Caroline Benarrosh - Procureur Joachim Kügler
- 2022 : Les Invisibles de Chris Briant (Saison 2 - Épisode Loki) - Fabien Morin
- 2023 : Les Espions de la terreur (série télévisée) de Rodolphe Tissot - Secrétaire Général de l'Elysée
- 2023 : La Peste (série télévisée) de Antoine Garceau - Le juge Othon
- 2024 : Sud Est Babylone (série télévisée) de Danielle Arbid - Jean-Paul Sanga
- 2024 : Tuer au nom de Dieu (docu-fiction) de Hugues Nancy - Pierre de L'Estoile

## Radio
Fictions radiophoniques et lectures pour France Inter et France Culture avec Catherine Lemire, Blandine Masson, Christine Bernard-Sugy, Marguerite Gâteau, Myron Meerson, Anne Lemaître, Dominique Costa, Jean Couturier, Jean-Mathieu Zahnd, Michel Sidoroff, Étienne Valles, François Christophe, Jacques Taroni, Guillaume Baldy, Juliette Heymann, Alexandre Plank, Benjamin Abitan et Cédric Aussir.

## Doublage

### Film
- 2017 : Moi, moche et méchant 3 (Kyle Balda, Pierre Coffin et Éric Guillon) : Clive
- 2022 : Armageddon Time (James Gray) : Edgar Romanelli
- 2022 : Les minions 2 : il était une fois Gru, (mini-film bonus) : Le critique d'art

### Téléfilm
- 2019 : Coup de foudre & chocolat : Trent

### Série télévisée
- 2022 : Fraggle Rock : l'aventure continue

## Livre disque
- 2015 : Emile en musique - D'après l'œuvre de Vincent Cuvellier et Ronan Badel / Musique de Marc-Olivier Dupin - Éditions Gallimard (Gallimard Jeunesse Giboulées)
- 2023 : Magic Charly d'Audrey Alwett (T1 L'Apprenti / T2 Bienvenue à Saint Fouettard / T3 Justice soit faite !) - Éditions Gallimard (Gallimard Jeunesse - Grand Format Littérature) - Studio NOVASPOT (Paris)
- 2024 : Des diables et des saints de Jean-Baptiste Andrea - Éditions de l'Iconoclaste - Studio NOVASPOT (Paris)

## Distinctions
- 2011 : Molière de la révélation théâtrale masculine pour Le Dindon